# Jhalawan

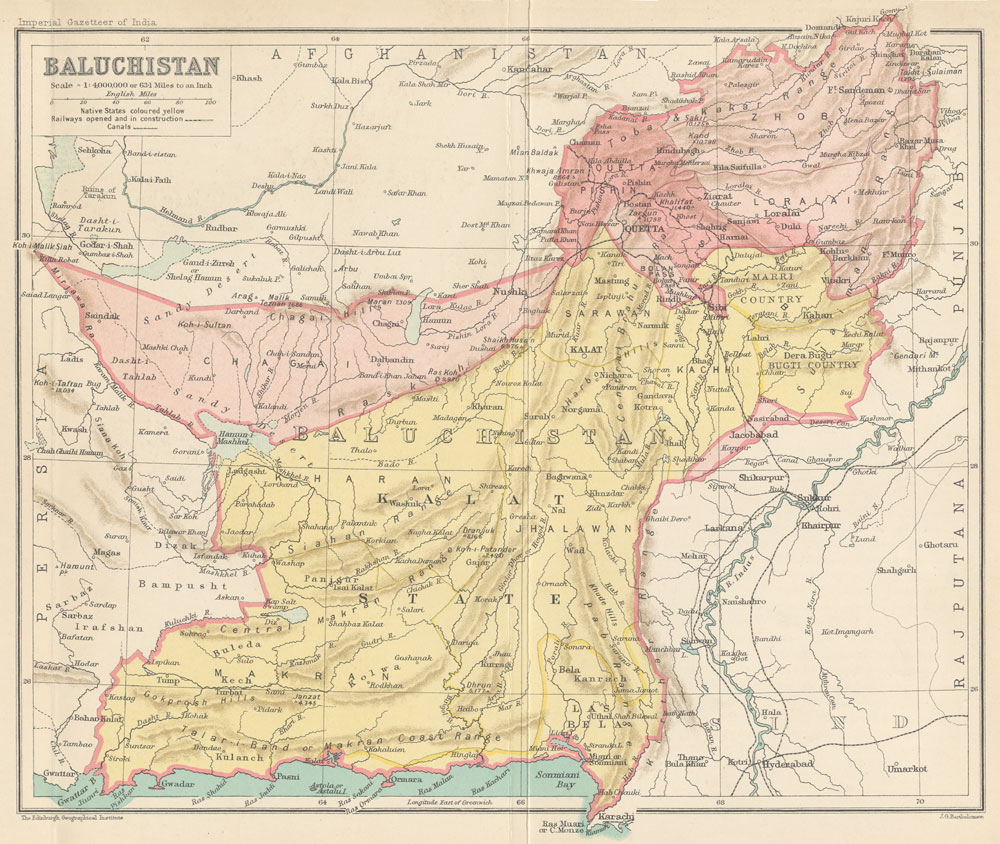
Mapa de l'agència del Balutxistan.

Jhalawan fou una antiga dependència feudal del kanat de Kalat al Balutxistan formada pel territori al sud de Kalat i oposada al territori feudal de Sarawan (al nord). La seva superfície s'estimava en 54.721 km². Limitava al nord amb Sarawan; al sud amb el kanat de Las Bela; a l'est amb Kachhi i la regió (després província) de Sind, i a l'oest amb Kharan i Makran. La frontera entre Jhalawan i Sind fou fixada el 1853-1854 i demarcada el 1861-1862 encara que amb poca precisió.

## Geografia
El territori estava dividit en dues parts naturals al nord i sud de Baghwana; al nord les muntanyes i al sud les terres baixes del Balutxistan, amb diverses valls entre les quals cal destacar Surab amb Gidar, Baghwana, Zahri, Khuzdar amb Firozabad, Wad, Nal, Saruna, Jau, i la vall del riu Mashkai river. Les muntanyes formen la part sud de la serralada central de Brahui, i inclouen les muntanyes Harboi i la major part de les serres de Kirthar i Pab; a l'oest les muntanyes Garr separan el territori de Kharan i Makran; a la part central hi ha un nombre de muntanyes separades: el Dobanzil (2278 metres), Hushtir (2251 metres), Shashan (2329 metres), i Dra Khel (2512). Els rius principals són el Hingol (el més llarg del Balutxistan, amb els seus afluents el Mashkai i el Arra), el Mula, el Hab i el Porali; rius de menor importància són el Karkh o Karu, el Sain, que va cap a la plana de Kachhi, i el Kolachi o Gaj.

## Població
No hi havia cap ciutat rellevant, i el nombre de pobles era de 299. La principal vila era Khuzdar, la capital. La població és brahui, amb balutxis, jats i loris, i el seu nombre era de 224-073 habitants el 1901. Les tribus principals eren els zahri (49.000), els mengal (69.000), els hasni (53.000) i els bizanjau (14.000); tribus menors eren els Sajdi, Rodeni, Rekizai, Gurgnari, Sumalari, Kambrani, Mirwari i Kalandarani. El cap tribal conjunt del Jhalawan pertanyia al clan Zarakzai de la tribu zahri i era conegut com el Zahri Sardar.

## Administració
Administrativament el territori estava dividit en la part subjecte directament al kan de Kalat i les àrees tribals. Les primeres les integraven els niabats de Surab i Khuzdar, cadascun governat per un naib designat pel kan; a Surab hi havia a més un janashin o assistent amb seu a Mashkai; i a Khuzdar tres janashins a Karkh (Karu), Zidi i Baghwana. Un delegat del kan (daroga) residia amb les zahris; els interessos del kan a Gazg (i al Sarawan) estaven representats per un terratinent; els caps tribals encara que nominalment sota autoritat del kan, de fet estaven controlats per l'agent polític a través de l'Assistent Natiu. Des de 1894 el kan va decretar el pagament de 40.000 rúpies a l'any als caps tribals amb l'obligació de mantenir la pau a les seves respectives àrees (el sistema es va estendre als caps de les tribus rind i magassi de Kachhi); a aquesta suma el govern britànic hi va afegir 3600 rúpies. Dos estacions amb reclutes tribals (de 10 homes cadascuna) es van establir a Zahri i Saruna i més tard una a Khuzdar, que se sumava als 45 reclutes sota autoritat del naib; el naib de Surab manava 25 reclutes; el nombre de reclutes s'augmentava o disminuïa segons les necessitats.

## Història
Una dinastia de rages de Sind governava aquesta regió al segle VII quan fou ocupada pels àrabs musulmans que la van anomenar Turan. La capital es va establir a Khuzdar on residia el general àrab que manava les tropes de la frontera índia; altre lloc important fou Kaikanan, probablement la moderna Nal.
A l'inici del segle XI el territori fou dominat pels gaznèvides i al segle XII pels gúrides als que van seguir els mongols. Les dinasties Sumra (vers 1050-1336) i Samma (1336-1522) del Sind van començar a guanyar posicions al segle XIV, però al segle XV foren expulsats per la tribu dels mirwaris (brahui). Començant des de Nighar a prop de Surab, els fundadors de l'estat brahui van estendre gradualment el seu domini sobre totes les muntanyes Jhalawan i per molt de temps el territori va restar fermament en mans dels kans brahui de Kalat, fins al temps de Mir Khudadad Khan (1857-1863 i 1864-1893); les lluites dels anys seixanta van embolicar a les tribus de Jhalawan i el cap d'aquestes, Taj Muhammad, Zarakzai fou executat; el 1869 Jam Mir Khan de Las Bela, va envair el territori i va instigar una revolta dels tribals de Jhalawan dirigits per Nur-ud-dm Mengal, però foren derrotats en una batalla prop de Khuzdar i les forces de Las Bela van perdre set canons. El país va quedar dominat i el Zahri Sardar de Jhalawan va declarar la seva submissió al kan per l'acord de Mastung i el tractat de 1876.
Va quedar sota complet control (igual que Sarawan) amb l'ocupació britànica i la creació de l'agència del Balutxistan (1877); la revolta de Gauhar Khan, cap dels zahris, del 1893, va durar fins al 1895, però fou sufocada per les forces del kan de Kalat després de la victòria de Garmap, en la qual Gauhar Khan i el seu fill van morir. El 1903 el kan van designar a Khuzdar a un oficial anomenat Assistent Natiu de Jhalawan, sota supervisió de l'agent polític, amb comandament sobre una força de 20 reclutes, amb l'encàrrec de decidir sobre petits conflictes entre tribus i decisions de les jirgas o assemblees.

## Arqueologia
Queden restes de diversos temples de focs i altres construccions; una tomba interessant prop de Pandaran i altres en altres llocs, restes de ceràmiques, pedres amb inscripcions kúfiques i altres restes.